# پشمین‌پوسته‌ها
پشمین‌پوسته‌ها (نام علمی: Chaetophractus) نام یک سرده از تیره آرمادیلو است.

## گونه‌ها
- آرمادیلوی پشمی جیغ‌کش, Chaetophractus vellerosus
- آرمادیلوی پشمی بزرگ, Chaetophractus villosus
- آرمادیلوی پشمی آند, Chaetophractus nationi